# Zalmoxis ponapea
Zalmoxis ponapea is een hooiwagen uit de familie Zalmoxioidae.